# Christian Wetklo
Christian Wetklo (Marl, 11 januari 1980) is een Duits voormalig voetballer die speelde als doelman.

## Clubcarrière
Wetklo maakte van 1995 tot en met 1999 deel uit van de jeugdopleiding van Schalke 04. Hij verkaste in 1999 naar Rot-Weiss Essen, waar hij toetrad tot de selectie voor het eerste elftal. Na een jaar als reservedoelman zonder één competitiewedstrijd in de hoofdmacht, trok Mainz 05 hem aan. Hier speelde Wetklo twee jaar voor de beloften, alvorens coach Jürgen Klopp hem op 30 augustus 2002 liet debuteren in het eerste elftal, in een wedstrijd in het toernooi om de DFB-Pokal. Mainz verloor na strafschoppen met 4-2 van Unterhaching. Wetklo speelde op 19 februari 2005 zijn eerste competitieduel voor Die 05er, toen hij eveneens onder Klopp mocht invallen voor Dimo Wache tegen Arminia Bielefeld. De wedstrijd eindigde in 0–0. Wetklo maakte op 17 april 2014 bekend Mainz te verlaten en hierop verkaste hij naar SV Darmstadt 98. Ruim een maand later tekende hij een eenjarig contract bij Schalke 04, waarvan hij vijftien jaar daarvoor de jeugdopleiding verliet. In de zomer van 2017 zette Wetklo, die niet in actie kwam voor Schalke, een punt achter zijn actieve loopbaan.